# 晴川閣

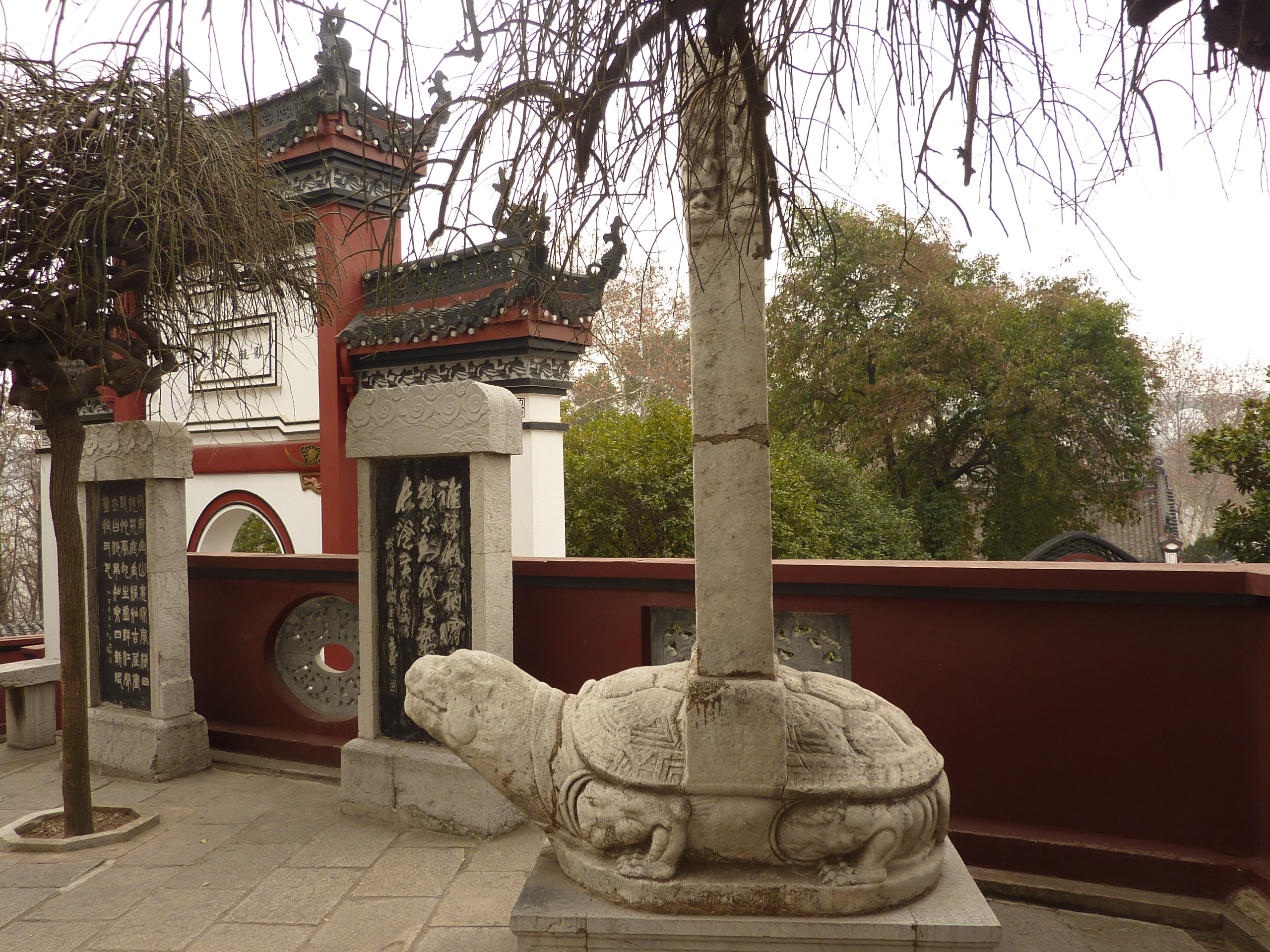

晴川閣（せいせんかく、中: 晴川阁、拼音: Qíng chuān gé）は、中国湖北省武漢市漢陽区にある晴川閣（晴川楼）・禹稷行宮・鉄門関を中心とする歴史的建築物群のある公園。亀山の東麓、漢水の南側、長江の西岸（左岸）の間に位置し、面積は約1万m2である。
1983年12月に建築物の復元工事が開始され、1986年10月に公園として一般開放された。2010年8月には公園内に武漢大禹文化博物館も開館した。武漢で黄鶴楼・古琴台と共に“三楚聖境”と称される。

## 公園内施設
- 晴川閣

明の嘉靖26年から28年（1547年から1549年）にかけて、漢陽知府范之箴が禹稷行宮を修復した時に建てられたのが晴川閣である。唐代の詩人崔顥の登黄鶴楼の詩より命名された。
昔人已乗黄鶴去
此地空余黄鶴楼
黄鶴一去不復返
白雲千載空悠悠
晴川歴歴漢陽樹
芳草萋萋鸚鵡洲
日暮郷關何處是
煙波江上使人愁
1935年に倒壊した後、1983年に再建された。
- 禹稷行宮

禹稷行宮（または禹王宮・大禹廟）は南宋の紹興年間（1131年から1162年）に建てられたとされている。以後、武漢において夏朝の創始者である伝説的な帝「禹」を祀る施設とされてきた。現在の建物は清の同治2年（1863年）に再建されたものであり、武漢市内で清代の代表的な木造建築とされる。
- 鉄門関

三国時代（184年から280年）に造られたとされ、その後、唐代初期までの数百年間に渡ってこの地の攻城戦において重要な位置を占めた城門・軍事要塞。その後、漢陽城塞が築かれた後には鉄門関の重要性は下がり鉄門関は廃止された。清代初期にはこの場所に関帝廟が建てられるに至った。現在見られる鉄門関は、1900年12月に復元されたものである。
- 禹碑亭

紀元前1900年頃、夏朝の創始者である伝説的な帝「禹」がこの地の治水を行ったことの記念碑。清代の乾隆35年（1770年）に造られたと碑亭東面に石刻されている。
- 朝宗亭
- 楚波亭
- 荊楚雄風碑
- 敦本堂碑

## 交通機関
- 武漢地下鉄4号線、6号線 鍾家村駅（钟家村站）の東約2.2km
- 浜江大道晴川閣バス停 下車すぐ